# 43
43（四十三、しじゅうさん、よんじゅうさん、よそみ、よそじあまりみつ）は自然数、また整数において、42の次で44の前の数である。

## 性質
- 43は14番目の素数である。1つ前は41、次は47。
  - 約数の和は44。
    - 約数の和が回文数になる7番目の数である。1つ前は7、次は81。(オンライン整数列大辞典の数列 A028980)
- (41, 43) は6番目の双子素数である。1つ前は(29, 31)、次は(59, 61) 。
- 4番目の 8n + 3 型の素数であり、この類の素数は x2 + 2y2 と表せるが、43 = 52 + 2 × 32 である。1つ前は19、次は59。
- 43 = 43 + 0 × i (iは虚数単位)
  - a + 0 × i (a > 0) で表される7番目のガウス素数である。1つ前は31、次は47。
- 陳素数でない素数のうち最小の数である。次は61。
- 1/43 = 0.023255813953488372093… (下線部は循環節で長さは21)
  - 逆数が循環小数になる数で循環節が21になる最小の数である。次は86。
  - 循環節が n になる最小の数である。1つ前の20は3541、次の22は23。(オンライン整数列大辞典の数列 A003060)
- 43 = 22 - 2 + 41
  - 2番目のオイラー素数である。1つ前は41、次は47。
- 3 と 4 を使った最小の素数である。次は433。ただし単独使用を可とするなら1つ前は3。(オンライン整数列大辞典の数列 A020461)
  - 43…3 の形の最小の素数である。次は433。(オンライン整数列大辞典の数列 A093939)
  - 4…43 の形の最小の素数である。次は443。(オンライン整数列大辞典の数列 A093163)
- 連続整数を降順に並べてできる4番目の数である。1つ前は32、次は54。(オンライン整数列大辞典の数列 A127423)
  - 2つの連続する数を降順に並べてできる最小の素数である。次は109。(オンライン整数列大辞典の数列 A052089)
  - 1桁の連続する数を降順に並べてできる5番目の素数である。1つ前は7、次は76543。ただし2つ以上の数とみたとき最小である。(オンライン整数列大辞典の数列 A052016)
- 43 = 60 + 61 + 62
  - a = 6 のときの a0 + a1 + a2 の値とみたとき1つ前は31、次は57。
    - a0 + a1 + a2 で表せる5番目の素数である。1つ前は31、次は73。

  - 6の累乗和とみたとき1つ前は7、次は259。(オンライン整数列大辞典の数列 A003464)
    - 43 = 63 − 1/6 − 1 = 73 + 1/7 + 1

  - 43 = 111(6)
    - 六進法ではゾロ目になる11番目の数である。ただし3桁では最小。1つ前は35、次は86。(オンライン整数列大辞典の数列 A048331)
- 異なる平方数の和で表せない31個の数の中で19番目の数である。1つ前は33、次は44。
- 各位の和が7になる5番目の数である。1つ前は34、次は52。
  - 各位の和が7になる数で素数になる2番目の数である。1つ前は7、次は61。(オンライン整数列大辞典の数列 A062337)
- 各位の平方和が平方数になる15番目の数である。1つ前は40、次は50。(オンライン整数列大辞典の数列 A175396)
42 + 32 = 25 = 52
- 43 = 32 + 32 + 52
  - 3つの平方数の和1通りで表せる20番目の数である。1つ前は42、次は44。(オンライン整数列大辞典の数列 A025321)
- 43 = 23 + 23 + 33
  - 3つの正の数の立方数の和1通りで表せる7番目の数である。1つ前は36、次は55。(オンライン整数列大辞典の数列 A025395)
  - 3つの正の数の立方数の和で表せる4番目の素数である。1つ前は29、次は73。(オンライン整数列大辞典の数列 A007490)
- 12番目の幸運数である。1つ前は37、次は49。
  - 幸運数自身のすべての約数が幸運数である数としては9番目である。1つ前は37、次は49。
  - 累乗数はもちろん1にもなり得ない幸運数としても9番目である。1つ前は37、次は51。
- 43 = 26 − 25 + 24 − 23 + 22 − 21 + 20
  - n = 2 のときの n6 − n5 + n4 − n3 + n2 − n1 + n0 の値とみたとき1つ前は1、次は547。(オンライン整数列大辞典の数列 A060888)
    - n6 − n5 + n4 − n3 + n2 − n1 + n0 の形の最小の素数である。次は547。(オンライン整数列大辞典の数列 A245427)
    - 43 = 27 + 1/2 + 1
      - n = 3 のときの 22n+1 + 1/3 の値とみたとき1つ前は11、次は171。(オンライン整数列大辞典の数列 A007583)
- 43 = 43 − 42 − 4 − 1
  - n = 4 のときの n3 − n2 − n − 1 の値とみたとき1つ前は14、次は94。(オンライン整数列大辞典の数列 A083074)
- n = 43 のとき a0 = 1 , an = 1 + a02 + a12 + … + an−12/n (n ≧ 1) からなるゲーベル数列は整数でなくなる。(オンライン整数列大辞典の数列 A003504)
  - k = 2 のときの a0 = 1 , an = 1 + a0k + a1k + … + an−1k/n (n ≧ 1) が整数でない最小の n の値とみたとき次の k = 3 のときは89。(オンライン整数列大辞典の数列 A108394)[1]
- 4番目のシルベスター数（英語版）である。1つ前は7、次は1807。(オンライン整数列大辞典の数列 A000058)
  - 43 = 2 × (2 + 1) × (22 + 2 + 1) + 1

## その他 43 に関連すること
- 日本には、43個の県がある。（1都、1道、2府と合わせて47の都道府県）
- 年始から数えて43日目は2月12日。
- 原子番号 43 の元素はテクネチウム (Tc) で、人工元素では原子番号が最も小さい。
- 第43代天皇は元明天皇である。
- 日本の43代目の内閣総理大臣は、東久邇宮稔彦王。
- 大相撲の第43代横綱は吉葉山潤之輔である。
- 第43代ローマ教皇はカエレスティヌス1世（在位：422年～432年7月27日）である。
- 易占の六十四卦で第43番目の卦は、沢天夬。
- クルアーンにおける第43番目のスーラは金の装飾である。
- 数字選択式全国自治宝くじ「ロト6」で選べる数字は01～43の43通りである。
- アメリカ合衆国第43代大統領はジョージ・W・ブッシュである。
- アメリカ合衆国の43番目の州はアイダホ州である。
- JIS X 0401、ISO 3166-2:JPの都道府県コードの「43」は熊本県。
- 岐阜シティ・タワー43は岐阜県岐阜市にある商業・住居複合ビルである。
- 43の呪い － 大相撲において連勝記録は43で止まるというジンクス[2][3]。40連勝以上を複数回記録した力士は、谷風、雷電[4]、太刀山、白鵬の4人だけ（白鵬以外は休場、引分、預り、無勝負を含む）だが、いずれも43連勝で止まったことがある。
- L43は、3代目ルノーサムスン・SM5の型式。
- 43 はオーストリア (AUT) の国際電話 国番号
- 3 × 3 のルービックキューブの異なる色の配置の数は約 43 × 1018 通りある。
  - この正確な値は 38 × 8! × 212 × 12!/12 = 43252003274489856000 である。(オンライン整数列大辞典の数列 A075152)
- ミニカーは、実物の1/43の大きさで作られることが多い。

## 符号位置
| 記号 | Unicode | JIS X 0213 | 文字参照          | 名称                      |
| ---- | ------- | ---------- | ----------------- | ------------------------- |
| ㊸   | U+32B8  | 1-8-55     | &#x32B8; &#12984; | CIRCLED DIGIT FORTY THREE |